# Alkalmazott kerestetik
Az Alkalmazott kerestetik (eredeti cím: Help Wanted) a SpongyaBob Kockanadrág első évadjának első epizódja, melyet az amerikai Nickelodeon csatorna mutatott be 1999. május 1-jén. Magyarországon is a Nickelodeon mutatta be először.

## Cselekmény
|  | Alább a cselekmény részletei következnek! |

A történet elején a narrátor bemutatja Bikinifeneket, és Spongyabob házát. Spongyabob reggel a hajókürtszerű ébresztőjére kel fel, majd felmászva az ugródeszkájára beleugrik a nadrágjába, ezután edz egy kicsit a plüssállat-súlyzójával, majd kimegy sétálni. Sétálás közben köszön barátjának és másodszomszédjának, Patriknak is. Később a Rozsdás Ráktanya nevű étteremnél találja magát, ami Bikinifenék legjobb étterme, és pont alkalmazottat keres. Spongyabob elhatározza, hogy jelentkezik a kiadó szakács állásra, de nem mer bemenni. Ezt látván Patrik bátorítja Spongyabobot, és sikerül is neki, mert Spongyabob elindul az étterem felé. Ezt észreveszi Spongyabob szomszédja és az étterem pénztárosa, Tunyacsáp is, akit Spongyabob idegesít, és meglátván az Alkalmazott kerestetik táblát egyből megijed, mert így együtt kell dolgoznia Spongyabobbal. Tunyacsáp elindul szólni az étterem tulajdonosának, Rák úrnak, hogy szedjék le a táblát mielőtt késő lesz. Ám ekkor érkezik meg Spongyabob, aki állást kér Rák úrtól, ám bejövetelekor elesik, és ezért Rák úr nem bízik a fiú ügyességében. Ekkor Spongyabob esélyért könyörög, amit Rák uram meg is ad, feltéve ha Spongyabob hoz egy hidrodinamikus húslapátot, melyhez egy jobb és egy bal oldali csatlakozás tartozik és turbó meghajtással működik. Spongyabob szalad az áruházba keresni egyet, holott ezt csak Rák uram kitalálta, és jót röhögnek Tunyacsáppal ezen. Ám, hamarosan Rák uram megérzi, hogy szardellák közelednek a Rozsdás Rákolló felé, ami hamarosan meg is történik. A rengeteg éhes szardella ellepi az éttermet, és így Rák uram és Tunyacsáp fent ragadnak egy árbócon. Már épp elköszönnek egymástól, mire Spongyabob berepül a hidrodinamikus, bal és jobb oldalas csatlakozású, turbó meghajtású húslapát segítségével. Egyből neki is lát a herkentyűburger készítésének a húslapáttal és megeteti a sok szardellát, akik ezért távoznak is. Rák uram ezért kinevezi Spongyabobot az étterem szakácsának. Ekkor megérkezik Patrik, aki herkentyűburgert kér, mire Spongyabob rengeteg herkentyűburgert készít.
|  | Itt a vége a cselekmény részletezésének! |

## Külső hivatkozások
- Az epizódról az IMDb-n
- Az epizód a vedeakid.hu-n